# Holovousy (Plzeň)
Holovousy é uma comuna checa localizada na região de Plzeň, distrito de Plzeň-sever.